# Kabinett Magnago II
Das Kabinett Magnago II war die V. Südtiroler Landesregierung. Das Kabinett war vom 4. Februar 1965 bis zum 16. Februar 1969 im Amt. Gewählt wurde es vom Südtiroler Landtag in seiner Zusammensetzung nach den Wahlen 1964.

## Zusammensetzung
| Name                 | Amt                           | Partei                                  | Sprachgruppe |
| -------------------- | ----------------------------- | --------------------------------------- | ------------ |
| Silvius Magnago      | Landeshauptmann               | SVP                                     | deutsch      |
| Alfons Benedikter    | Landeshauptmannstellvertreter | SVP                                     | deutsch      |
| Armando Bertorelle   | Landesrat                     | Democrazia Cristiana                    | italienisch  |
| Peter Brugger        | Landesrat (1)                 | SVP                                     | deutsch      |
| Joachim Dalsass      | Landesrat                     | SVP                                     | deutsch      |
| Robert von Fioreschy | Landesrat                     | SVP                                     | deutsch      |
| Lidia Menapace       | Landesrätin                   | Democrazia Cristiana                    | italienisch  |
| Heinold Steger       | Landesrat (1)                 | SVP                                     | deutsch      |
| Waltraud Gebert-Deeg | Ersatzlandesrätin             | SVP                                     | deutsch      |
| Decio Molignoni      | Ersatzlandesrat (2)           | Partito Socialista Democratico Italiano | italienisch  |
| Giuseppe Sfondrini   | Ersatzlandesrat (2)           | Partito Socialista Democratico Italiano | italienisch  |
| Anton Zelger         | Ersatzlandesrat               | SVP                                     | deutsch      |

(1) Peter Brugger wurde am 28. November 1967 wegen Kandidatur bei den Parlamentswahlen durch Heinold Steger ersetzt.

(2) Decio Molignoni wurde am 28. November 1967 wegen Kandidatur bei den Parlamentswahlen durch Giuseppe Sfondrini ersetzt.